# Philip José Farmer
Philip José Farmer (Terre Haute, 26 de janeiro de 1918 — Peoria, 25 de fevereiro de 2009) foi um escritor estadunidense de ficção científica e fantasia. Passou boa parte da vida em Peoria, Illinois, onde veio a falecer.

## Séries
Farmer tornou-se conhecido pelas séries Riverworld e World of Tiers. Suas obras são marcadas pelo uso de temática religiosa e sexual, de heróis ligados ao universo dos pulps e por obras apócrifas, pretensamente escritas por personagens fictícios.
Farmer  muitas vezes mistura personagens fictícios e reais clássico e mundos e os autores verdadeiros e falsos, como sintetizado pelo seu conceito chamado de Wold Newton Family. Farmer une todos os personagens fictícios clássicos juntos como pessoas reais e parentes de sangue resultantes de uma conspiração alienígena. Obras como The Other Log de Phileas Fogg (1973) e Doc Savage: His Life Apocalyptic (1973) são os primeiros exemplos desse mashup literário.

## Premiações
- Prêmio Hugo por Best Novella (1968): Riders of the Purple Wage
- Prêmio Hugo por Best Novel (1972): To Your Scattered Bodies Go
- World Fantasy Lifetime Achievement (2001)

## Obras publicadas naColecção Argonauta

### SérieRiverworld
- To Your Scattered Bodies Go
- The Fabulous Riverboat
- The Dark Design
- The Magic Labyrinth
- Gods of the Riverworld

### SérieWorld of Tiers
- The Maker of Universes (1965)
- The Gates of Creation (1966)
- A Private Cosmos (1968)
- Behind the Walls of Terra (1970)
- The Lavalite World (1977)
- More Than Fire (1993)
- Red Orc's Rage (1991)

### SérieDayworld
- Dayworld
- Dayworld Rebel
- Dayworld Breakup

### Outros
- The Lovers
- The Day of Timestop
- Dare
- The Green Odyssey
- Inside-Outside
- The Night Of Light
- Tongues of the Moon
- Traitor to the Living
- Two Hanks from Earth